# Pencycuron
Pencycuron ist eine chemische Verbindung aus der Gruppe der Phenylharnstoffe.

## Gewinnung und Darstellung
Pencycuron kann durch Reaktion von 4-Chlorbenzylchlorid mit Cyclopentylamin sowie anschließend mit Phenylisocyanat gewonnen werden.

## Verwendung
Pencyuron wird seit 1984 als Fungizid vor allem gegen Rhizoctonia solani verwendet. Pencycuron wirkt durch Hemmung der Zellteilung.

## Zulassung
Nach der Rücknahme des Zulassungsantrags entschied die EU-Kommission im Dezember 2008, Pencyuron nicht in die Liste der für Pflanzenschutzmittel erlaubten Wirkstoffe aufzunehmen. Auf einen neuen Antrag hin wurde Pencyuron 2011 schließlich doch für Anwendungen als Fungizid in diese Liste aufgenommen. Diese Zulassung lief am 31. Mai 2021 aus.
Auch in der Schweiz sind keine Pflanzenschutzmittel mit dem Wirkstoff Pencycuron mehr zugelassen. Per 15. Oktober 2022 wurde in der Schweiz der Höchstgehalt für Rückstände in Lebensmitteln bei Kartoffeln von 0,1 mg/kg auf 0,02 mg/kg gesenkt.
In Deutschland wurde die Zulassung zum 5. Januar 2021 widerrufen, da bei Anwendung des Pflanzenschutzmittels der zulässige Rückstandshöchstgehalt von 0,02 mg/kg nicht eingehalten werden kann.